# Мурашинське сільське поселення
Мураши́нське сільське поселення (рос. Мурашинское сельское поселение) — адміністративна одиниця у складі Мурашинського району Кіровської області Росії. Адміністративний центр поселення — селище Безбожник.

## Історія
Станом на 2002 рік на території сучасного поселення існували такі адміністративні одиниці:
- Безбожниківський сільський округ (селища Безбожник, Волосниця, Стахановський, Тилай)
- Боровицький сільський округ (село Боровиця, присілки Велика Коротаєвщина, Горевщина, Заборщина, Ілюшонки, Нагібовщина, Сусловщина)
- Верхораменський сільський округ (село Верхораменьє, присілки Ванюшонки, Косарі, Федотови, Шубіни)
- Казаковський сільський округ (присілки Бошари, Вахрушонки, Вікуленки, Казаковщина, Костенки, Купренки, Петрунічі, Романови, Хороброви, Шарови)
- Даниловський сільський округ (селище Новий, присілки Даниловка, Кузнеці)
- Крюковський сільський округ (село Алексієвське, селище Березовський, присілки Крисанови, Крюковці)
- смт Октябрський (смт Октябрский)
- Паломохінський сільський округ (село Паломохіно, селище Шубрюг, присілки Абрамовська, Белененки, Бовикіни, Лопатіни, Нижня Зотінська, Смердови)
- Перм'ятський сільський округ (присілки Єгоренки, Перм'ята, Поломка)
- Старовірчеський сільський округ (селища Рогозіно, Старовірчеська)

Згідно із законом Кіровської області від 7 грудня 2004 року № 284-ЗО у рамках муніципальної реформи сільські округи були об'єднані та перетворені у сільські поселення:
- Безбожниківське сільське поселення — із Безбожниківського сільського округу
- Боровицьке сільське поселення — із Боровицького, Казаковського та Перм'ятського сільських округів
- Верхораменське сільське поселення — із Верхораменського та Крюковського сільських округів
- Даниловське сільське поселення — із Даниловського сільського округу
- Октябрське сільське поселення — із смт Октябрський
- Паломохінське сільське поселення — із Паломохінського сільського округу
- Старовірчеське сільське поселення — із Старовірчеського сільського округу

2012 року усі сільські поселення були об'єднані у Мурашинське сільське поселення.

## Населення
Населення поселення становить 4664 особи (2017; 5853 у 2010, 7867 у 2002).

## Склад
До складу поселення входять 34 населених пунктів:
| Населений пункт               | Населення, осіб (2002) | Населення, осіб (2010) |
| ----------------------------- | ---------------------- | ---------------------- |
| Абрамовська, присілок         | 0                      | -                      |
| Алексієвське, село            | 0                      | 0                      |
| Безбожник, селище             | 2934                   | 2363                   |
| Белененки, присілок           | 1                      | 0                      |
| Березовський, селище          | 13                     | 5                      |
| Бовикіни, присілок            | 33                     | 15                     |
| Боровиця, село                | 244                    | 165                    |
| Бошари, присілок              | 0                      | 0                      |
| Ванюшонки, присілок           | 0                      | -                      |
| Вахрушонки, присілок          | 0                      | -                      |
| Велика Коротаєвщина, присілок | 2                      | 1                      |
| Верхораменьє, село            | 304                    | 191                    |
| Вікуленки, присілок           | 0                      | -                      |
| Волосниця, селище             | 120                    | 59                     |
| Горевщина, присілок           | 0                      | -                      |
| Даниловка, присілок           | 241                    | 254                    |
| Єгоренки, присілок            | 4                      | 2                      |
| Заборщина, присілок           | 56                     | 34                     |
| Ілюшонки, присілок            | 0                      | -                      |
| Казаковщина, присілок         | 106                    | 52                     |
| Косарі, присілок              | 0                      | -                      |
| Костенки, присілок            | 1                      | 0                      |
| Крисанови, присілок           | 9                      | 0                      |
| Крюковці, присілок            | 59                     | 7                      |
| Кузнеці, присілок             | 0                      | -                      |
| Купренки, присілок            | 2                      | 0                      |
| Лопатини, присілок            | 0                      | -                      |
| Нагібовщина, присілок         | 2                      | 0                      |
| Нижня Зотінська, присілок     | 17                     | 15                     |
| Новий, селище                 | 252                    | 79                     |
| Октябрський, селище           | 1984                   | 1565                   |
| Паломохіно, село              | 464                    | 405                    |
| Перм'ята, присілок            | 126                    | 79                     |
| Петруничі, присілок           | 60                     | 31                     |
| Поломка, присілок             | 8                      | 1                      |
| Рогозино, присілок            | 0                      | -                      |
| Романови, присілок            | 8                      | 0                      |
| Смердови, присілок            | 0                      | -                      |
| Старовірчеська, селище        | 506                    | 389                    |
| Стахановський, селище         | 29                     | 14                     |
| Сусловщина, присілок          | 6                      | 0                      |
| Тилай, селище                 | 244                    | 105                    |
| Федотови, присілок            | 0                      | -                      |
| Хороброви, присілок           | 0                      | -                      |
| Шарови, присілок              | 1                      | 0                      |
| Шубини, присілок              | 5                      | 1                      |
| Шубрюг, селище                | 26                     | 21                     |